# Grahamskex
Grahamskex är ett kex gjort på grahamsmjöl, och har sitt ursprung i USA i mitten av 1800-talet. Det äts som en sötsak, ofta med honung eller kanelsmak, och används som en ingrediens i vissa livsmedel.

## Historia
Grahamskexet var inspirerat av Sylvester Graham som var del av 1800-talets nykterhetsrörelse. Han trodde att om man minimerade njutning av alla slag, som att ha en vegetarisk diet och äta bröd gjort på hemmagjort grovmalt mjöl, var hur Gud ville att folk skulle leva, och att följa den naturliga lagen skulle hålla personer hälsosamma. Hans följare kallades för Grahamiter, och bildade ett av de första vegetariska rörelserna i Amerika; grahamsmjöl, grahamskex och grahamsbröd skapades åt dem. Graham själv varken skapade eller tjänade på dessa produkter.

## Produktion
Huvudingredienserna är grahamsmjöl, matolja, matfett eller ister, melass och salt. Grahamskex har varit massproducerade i USA sedan 1898, då Nabisco var först med tillverkningen. Sunshine Biscuits började också massproducera någon gång efter 1910. Grahamskex massproduceras i USA även idag. Förr jästes degen med jäst, vilket gav smak till kexen via fermentering, medan samtida massproduktion brukar utelämna den processen. Degen kyls ibland ner innan den rullas ut, vilket förhindrar luftbubblor och sprickor när kexen gräddas.

## Användning
Grahamskexsmulor används för att göra kanter till pajer, eller som ett lager, som botten eller som topping för cheesecakes. Grahamskex är också en huvudingrediens i S'mores.

## Galleri

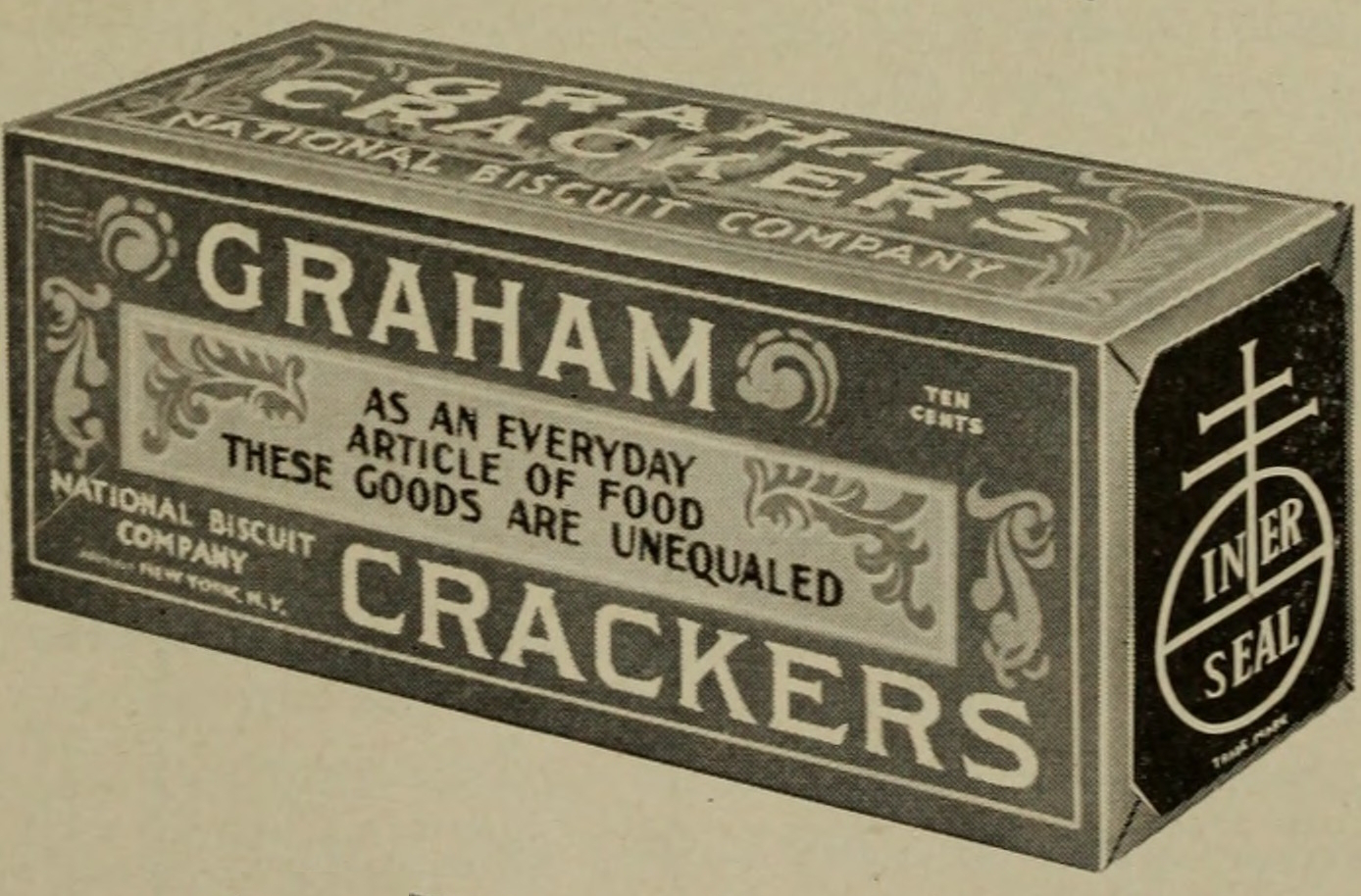
En låda med grahamskex från Nabisco, cirka år 1915, som kostade 10 cent.
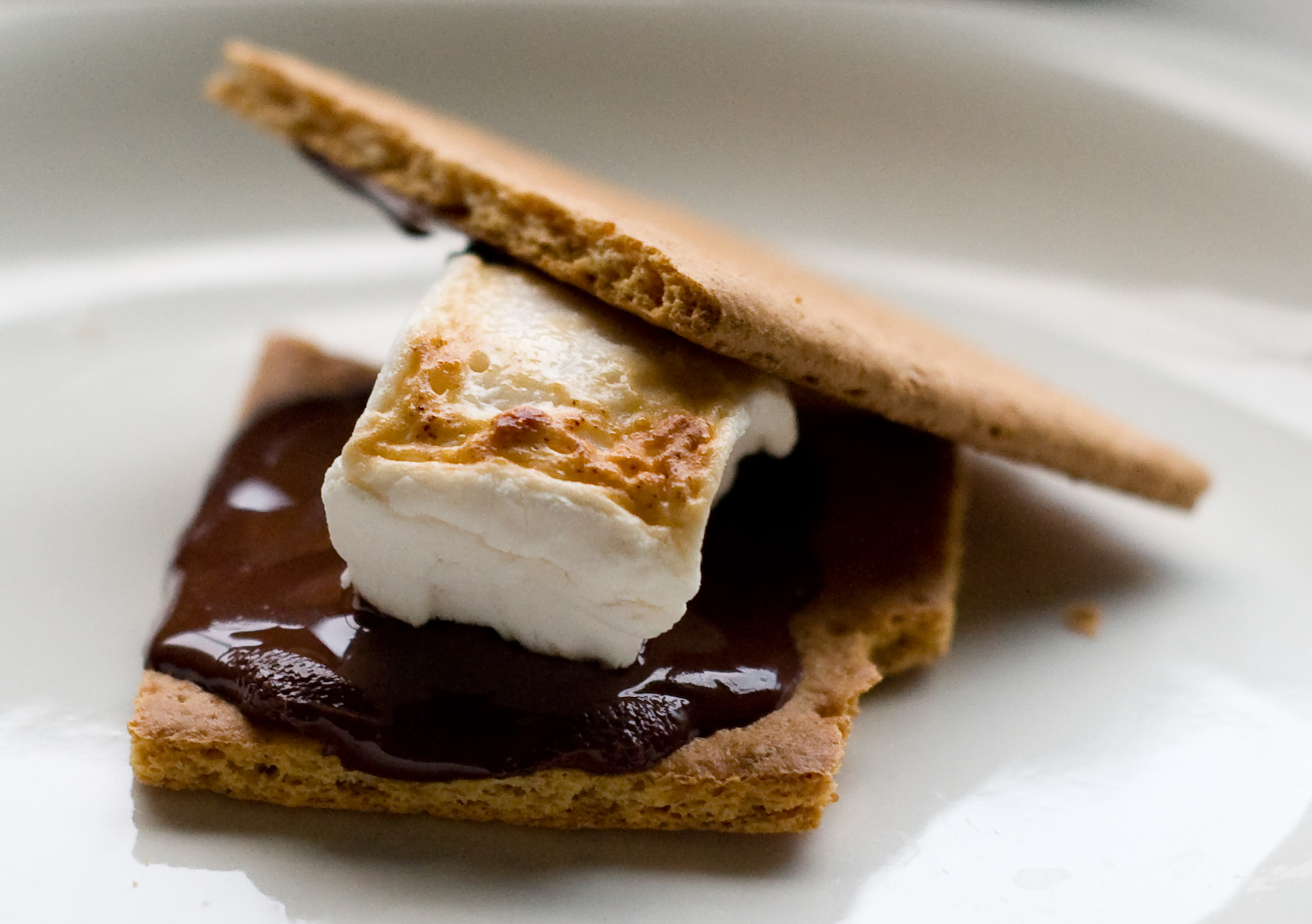
En s'more.
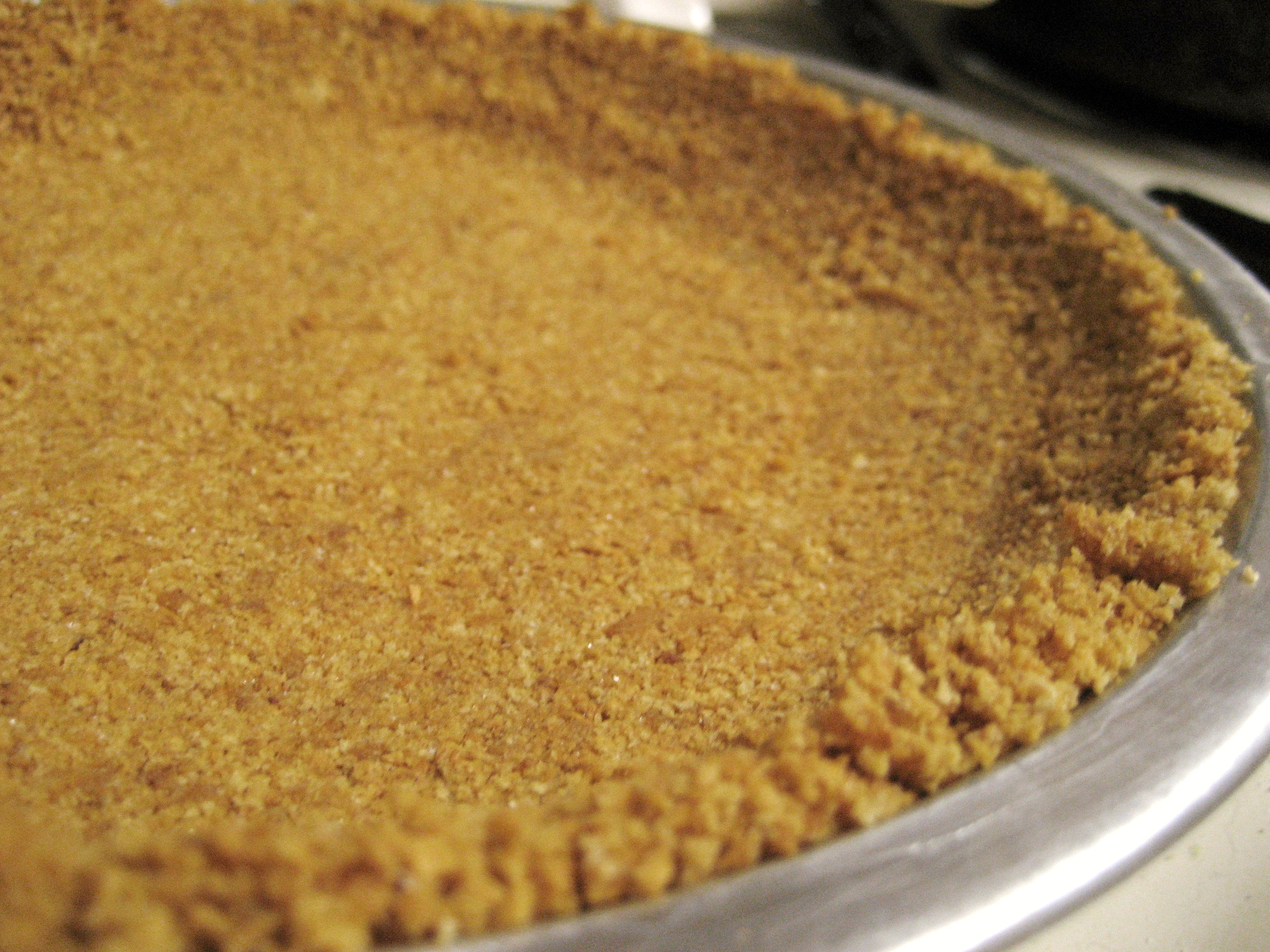
En hemmagjord paj med kanter gjorda av grahamskexsmulor.